# برايان مور
برايان مور (بالإنجليزية: Brian Moore)‏ هو سياسي أمريكي، ولد في 2 يناير 1962 في ماكوكيتا في الولايات المتحدة. حزبياً، نشط في الحزب الجمهوري. وقد انتخب عضو مجلس نواب ولاية ايوا.